# جيمس أتكينز
جيمس أتكينز (بالإنجليزية: James Atkins)‏ هو لاعب كرة قدم أمريكية أمريكي، ولد في 23 يونيو 1978 في بروكلين في الولايات المتحدة.

## وصلات خارجية
- جيمس أتكينز على موقع مرجع كرة القدم المحترفة.كوم (الإنجليزية)